# Herb gminy Juchnowiec Kościelny
Herb gminy Juchnowiec Kościelny – jeden z symboli gminy Juchnowiec Kościelny, autorstwa Tadeusza Gajla i Henryka Seroki, ustanowiony 18 kwietnia 2013.

## Wygląd i symbolika
Herb przedstawia na tarczy w polu czerwonym wizerunek Matki Boskiej Juchnowieckiej z koroną złotą nad Dzieciątkiem, pomiędzy trzema różami srebrnymi ze środkami złotymi i listkami zielonymi; dwie po bokach, jedna u podstawy. Jest to uszczerbiony herb Włoszek, w którym w miejsce dwóch mieczy i górnej róży wprowadzony jest uproszczony rysunek obrazu Matki Bożej Juchnowieckiej.

## Historia

Herb gminy w latach 1990-2013

W latach 1990–2013, gmina używała herbu, którym była pełna wersja herbu Włoszek, z hełmem, klejnotem i labrami, ze zniekształconymi różami oraz wstęgą z nazwą gminy. W toku postępowania przy projektowaniu nowego herbu, gmina ogłosiła konkurs, który nie przyniósł rozstrzygnięcia.
Koncepcję historyczną obecnego projektu stworzył Henryk Seroka. Autorem projektu herbu jest Tadeusz Gajl. Autorzy nowej koncepcji heraldycznej rozważali także wykorzystanie godła herbu Leliwa Juchnowskich.